# Cleomenes laetabilis
Cleomenes laetabilis là một loài bọ cánh cứng trong họ Cerambycidae.